# Opel Zafira Tourer
L'Opel Zafira Tourer è una autovettura di tipo monovolume di fascia medio-alta, prodotta dalla casa automobilistica tedesca Opel dal novembre 2011 al luglio del 2019 e corrispondente alla terza generazione del modello Zafira.

## Profilo e caratteristiche

### Debutto
La terza generazione della Zafira è stata battezzata Zafira Tourer, anche se più impropriamente è anche indicata come Zafira C. La sua presentazione ufficiale è avvenuta nel settembre del 2011 al Salone di Francoforte, su un palco separato dal resto dei modelli Opel, e affiancata a un altro nuovo e particolare modello Opel, la Ampera. L'avvio della commercializzazione è avvenuto il 14 gennaio del 2012.

### Design ed interni

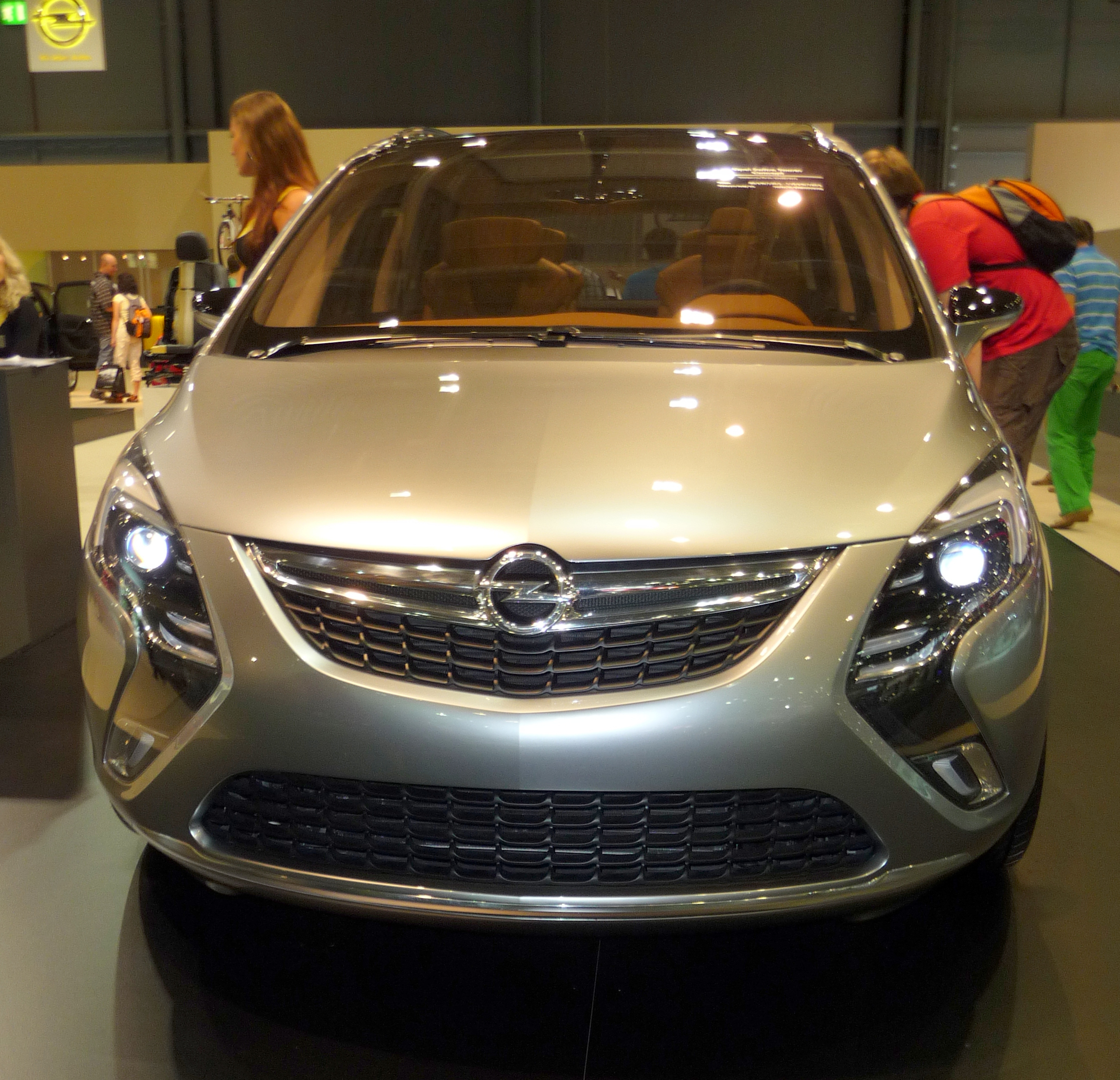
Frontale di una Opel Zafira Tourer Concept al salone dell'auto di Brno 2011; la fanaleria forma, con i gruppi ottici superiori e i fendinebbia uniti con una sezione nera, un boomerang

Esternamente la Zafira Tourer mostra dimensioni sensibilmente aumentate rispetto alla precedente edizione della Zafira, che non viene pensionata, ma rimane in listino con il nome di Zafira One (Zafira Family in Germania). Rispetto a quest'ultima, la Zafira Tourer va quindi a posizionarsi un gradino più in alto, più spaziosa, più moderna e raffinata e con nuovi contenuti tecnologici.
La Zafira Tourer risulta più lunga di 19 cm, più larga di 12 e più alta di 5 cm. Tali caratteristiche dimensionali permettono al nuovo modello di porsi non soltanto come alternativa alle monovolumi medie (Ford C-Max7, Mazda 5, ecc.), ma anche a modelli di segmento superiore, come per esempio la Ford S-Max.
Stilisticamente la Zafira Tourer presenta dei gruppi ottici inseriti in alloggiamenti a forma di boomerang, secondo uno stile che riprende da vicino le scelte stilistiche dell'Ampera. Tra di essi campeggia l'ampia calandra trapezoidale dagli angoli smussati, attraversata da una fascia cromata, al di sotto della quale si trova l'ampia bocca di raffreddamento. Lateralmente vi è la nervatura nella zona sottoporta che riprende quelle già introdotte dai modelli Insignia ed Astra J. La coda appare più imponente rispetto alla Zafira B: il portellone è sormontato da un piccolo spoiler, mentre il lunotto è circondato da una cornice nera, al di sotto della quale trovano posto i due gruppi ottici a sviluppo orizzontale. Sempre proseguendo verso il basso vi sono due nervature al di sotto dei fari e il paraurti dal disegno che ricorda quello della Zafira B, anche se ridisegnato e reso più moderno.

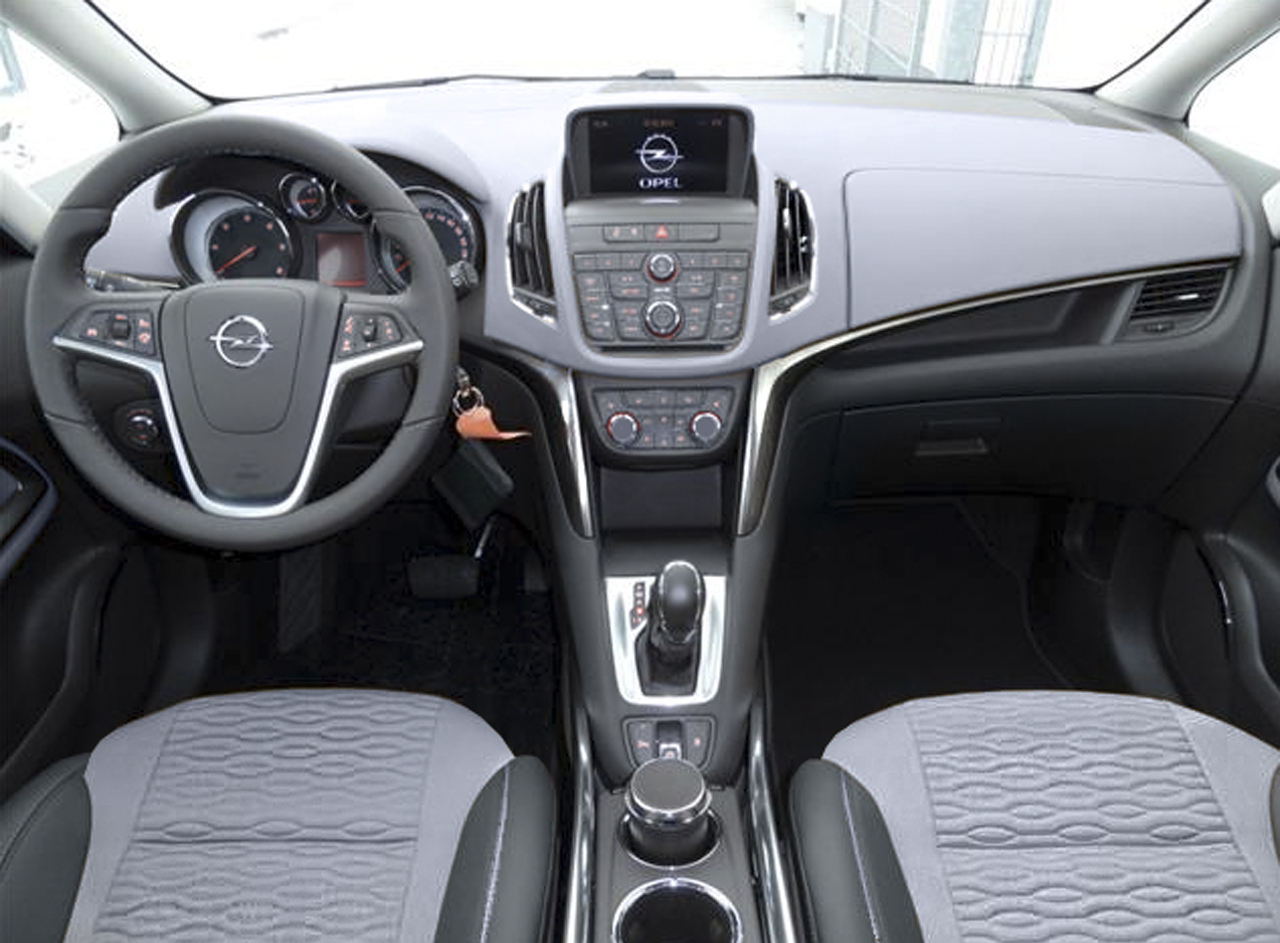
Interni di una Opel Zafira del 2012

L'abitacolo è stato reso più luminoso grazie alle ampie superfici vetrate che garantiscono anche una più ampia visibilità per il conducente. La plancia e la console centrale ricordano nel disegno quanto già visto su Astra J ed Insignia. L'abitabilità è migliorata grazie all'aumento del passo di 5.7 cm. Viene mantenuto il sistema Flex7, già presente nelle precedenti versioni ma che nel caso della Zafira Tourer è stato evoluto: stavolta è anche possibile far scorrere, reclinare o far scomparire completamente i tre singoli sedili della fila centrale in maniera indipendente l'uno dall'altro, oppure è possibile abbattere il sedile centrale e spostare verso il centro i due sedili esterni in modo da far avere più spazio per i due occupanti. È inoltre presente il sistema FlexConsole, simile al sistema FlexRide presente sulla Meriva B. Il bagagliaio risulta più capiente rispetto alla Zafira B, con i suoi 1.820 litri ottenibili eliminando le file di sedili centrale e posteriore. In configurazione a cinque posti, si arriva a 710 litri, 65 in più rispetto all'antenata.

### Meccanica e motori
Condivide pianale e meccanica con l'Astra J: un telaietto ausiliario all'avantreno serve ad ospitare le sospensioni di tipo MacPherson, mentre il retrotreno è ad assale torcente con parallelogramma di Watt. A gestire automaticamente la taratura delle sospensioni ci pensa il sistema FlexRide, già montato anche nell'Astra J. Tale sistema di controllo attivo regola la rigidità degli ammortizzatori con tre diverse logiche di funzionamento selezionabili: Standard, Sport e Tour. Completano il quadro l'impianto frenante a quattro dischi (anteriori autoventilanti) e lo sterzo a cremagliera.
Al suo esordio viene proposta in cinque motorizzazioni, due a benzina e tre a gasolio, ma originate complessivamente da sole due unità motrici di base:
- 1.4 Turbo: motore a benzina da 1364 cm³ sovralimentato mediante turbocompressore e in due livelli di potenza, 120 e 140 CV;
- 2.0 CDTI: motore turbodiesel common rail da 1956 cm³, disponibile in tre livelli di potenza: 110, 130 e 165 CV.

Le due motorizzazioni a benzina e la più potente tra quelle diesel possono essere ottenute in configurazione normale o EcoFlex. In quest'ultimo caso, i motori sono stati rivisti in maniera tale da ridurre i consumi pur mantenendo inalterate le prestazioni e dispongono del dispositivo Start&Stop.
Tutte le versioni sono equipaggiate con un cambio manuale a 6 marce.

## Evoluzione
Nel mese di gennaio del 2012, in concomitanza con l'avvio vero e proprio della commercializzazione, la gamma si amplia con l'arrivo della versione bi-fuel a metano, denominata 1.6 EcoM Turbo: il suo motore da 1598 cm³, sovralimentato mediante turbocompressore è in grado di erogare una potenza massima di 150 CV. Pochi mesi dopo fa il suo debutto la Zafira Tourer 1.8, versione di base equipaggiata con un motore da 1796 cm³ della potenza di 115 CV ed è l'unica equipaggiata con un cambio manuale a 5 marce. Tale versione è però prevista solo per alcuni mercati. Più tardi, nell'autunno dello stesso anno, si ha l'arrivo della seconda versione bi-fuel, stavolta a GPL. Questa versione denominata GPL-Tech, è equipaggiata con un 1.4 turbo da 140 CV.
Nella primavera del 2013 si ha l'arrivo del 2 litri turbodiesel common rail a doppia sovralimentazione con potenza di 195 CV, mentre in estate debutta il motore 1.6 CDTI da 136 CV, che va a sostituire il 2 litri nelle sue versioni meno potenti. In autunno la gamma si amplia ulteriormente con l'arrivo del nuovo motore 1.6 SIDI a benzina da 170 CV.
Nel mese di giugno del 2014, il 1.6 CDTI viene proposto anche nella più economica versione da 120 CV. mentre alla fine dello stesso anno, le versioni con motore diesel da 2 litri da 110 e 195 CV di potenza massima scompaiono dal listino. Quanto alle altre due versioni con motore da 2 litri, esse vengono aggiornate: mentre la versione meno potente non subisce variazioni prestazionali di sorta, quella da 165 CV vede invece un leggero aumento di potenza massima, portandosi così a 170 CV.
A partire dal 2015 la produzione viene trasferita nello stabilimento di Rüsselsheim dopo la chiusura definitiva del sito di Bochum.

### Restyling 2016

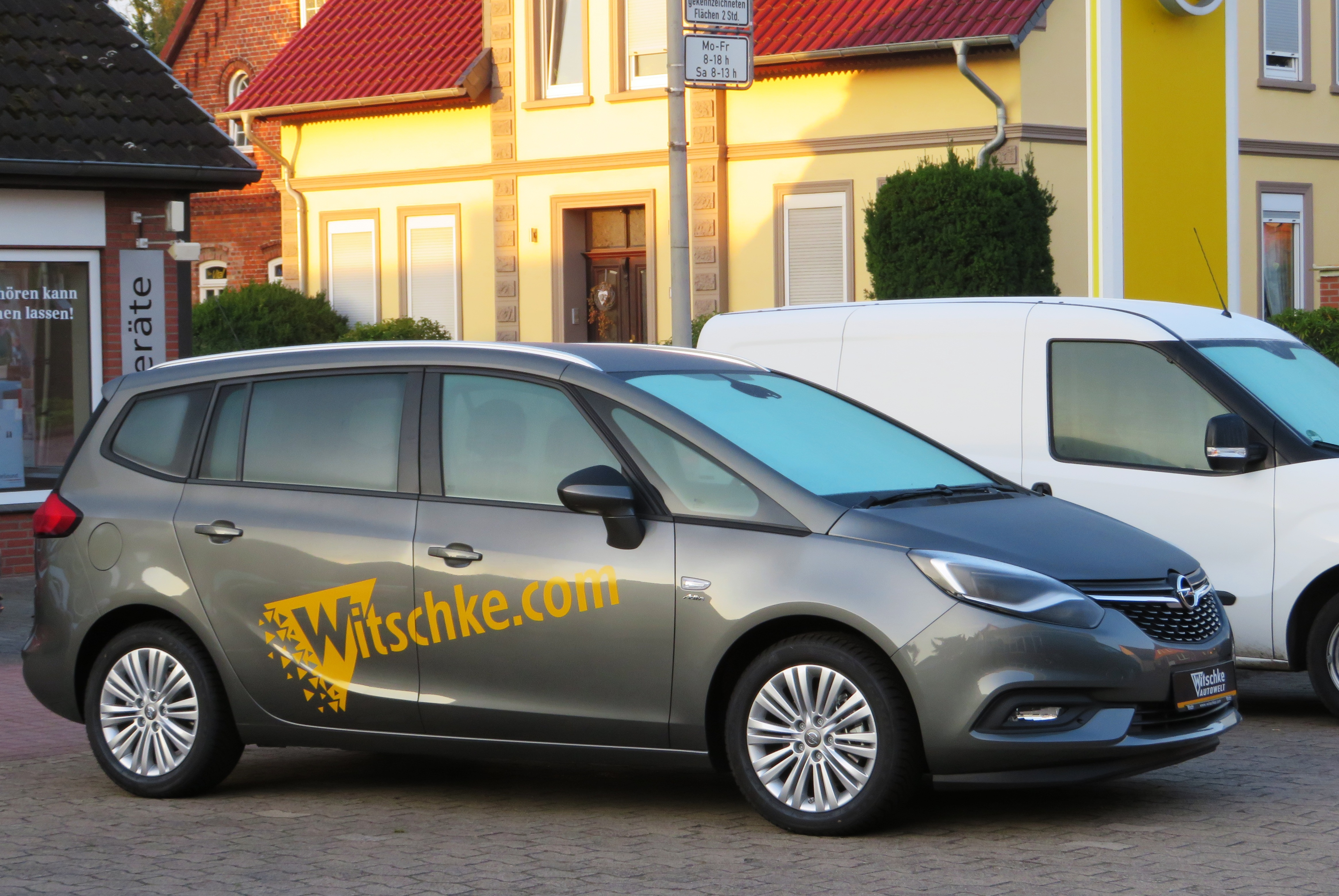
Una Zafira Tourer dopo il restyling di fine 2016

Nei due anni successivi, l'auto non subisce più aggiornamenti di sorta fino alla metà del 2016, quando viene sottoposta all'aggiornamento di metà carriera: presentato al pubblico in occasione del Salone dell'automobile di Parigi, si è concentrato esteticamente nel frontale, dove i gruppi ottici perdono la caratteristica forma a boomerang in favore di una forma a sviluppo orizzontale che si rifà al più recente corso stilistico della casa di Rüsselsheim, già visto durante il lancio della quinta generazione dell'Astra. Anche la calandra viene ridisegnata, mantenendo sempre il profilo trapezoidale, ma proponendo un singolo baffo cromato unito a listelli orizzontali in plastica nera. Il baffo cromato va a costituire una linea unica con la fila di led inserita nei gruppi ottici anteriori. Oltre alla tecnologia a led, la versione aggiornata della monovolume tedesca propone anche il sistema interattivo di nuova generazione già previsto in altri modelli della casa. Tale sistema, dotato fra l'altro di display touch screen, ha permesso l'eliminazione di numerosi tasti dalla console centrale e dalla plancia, la quale ha così assunto un aspetto più pulito e meno caotico. Invariata la gamma motori, salvo il fatto che il 1.6 turbo a benzina è stato eliminato da alcuni listini europei.
Altri due anni di stasi per la gamma della monovolume tedesca, fino al maggio del 2018, quando sul fronte benzina si è avuta una decisa riduzione delle motorizzazioni disponibili: via i motori 1.4, via i bi-fuel benzina/metano e benzina/GPL e via il 1.6 SIDI da 200 CV. Rimangono in listino due motori 1.6 turbo ad iniezione diretta: uno è il già conosciuto motore da 170 CV, rivisitato in alcuni punti per soddisfare la normativa Euro 6d-TEMP, l'altro è una variante depotenziata del primo, la cui potenza massima si ferma a 136 CV. Per quanto riguarda le motorizzazioni a gasolio, invece, rimangono in listino il 1.6 CDTI da 136 CV e il 2 litri da 170 CV. Nel mese di giugno invece, la versione rimarchiata Vauxhall è stata ritirata dal commercio per via delle scarse richieste. Questo è stato l'ultimo aggiornamento nella carriera commerciale della Zafira Tourer: nei piani del marchio tedesco, oramai a quel punto sotto il controllo del gruppo PSA, vi era quello di far cessare la produzione della Zafira Tourer nel corso dell'estate 2019, per essere sostituita dalla Zafira Life, un modello completamente nuovo e realizzato sulla base delle multispazio Peugeot Traveller e Citroën Spacetourer, grazie al quale diventa leggermente più grande rispetto alla Zafira Tourer, e che verrà commercializzata in Inghilterra come Vauxhall Vivaro Life. Le ultime consegne della Zafira Tourer si sono avute alla fine del 2019, dopodiché la monovolume della Casa di Rüsselsheim è stata eliminata dai listini Opel europei.

## Riepilogo caratteristiche
Nelle versioni bi-fuel, i dati relativi a consumi ed emissioni inquinanti sono riportati in due cifre, tra parentesi vengono forniti i valori relativi alla marcia con alimentazione a gas:
| Opel Zafira Tourer (dal 2011) |               |                |                                                         |                |                |                   |                    |              |                     |                    |                      |                    |
| Modello | Motore        | Cilindrata cm³ | Alimentazione                                           | Potenza CV/rpm | Coppia Nm/rpm  | Cambio/ n°marce   | Massa a vuoto (kg) | Velocità max | Acceler. 0–100 km/h | Consumo (l/100 km) | Emissioni CO2 (g/km) | Anni di produzione |
| Versioni a benzina |               |                |                                                         |                |                |                   |                    |              |                     |                    |                      |                    |
| 1.4 Turbo (120 CV) | A14NEL B14NEL | 1364           | Iniezione elettronica + turbocompressore                | 120/ 4800-6000 | 175/ 1750-4800 | Manuale a 6 marce | 1.565              | 190          | 11"9                | 6.7                | 158                  | 08/2011-05/2018    |
| 1.4 Turbo EcoFlex (120 CV) | A14NEL B14NEL | 1364           | Iniezione elettronica + turbocompressore                | 120/ 4800-6000 | 175/ 1750-4800 | Manuale a 6 marce | 1.565              | 192          | 11"8                | 6.3                | 148                  | 08/2011-05/2018    |
| 1.4 Turbo (140 CV) | A14NET B14NET | 1364           | Iniezione elettronica + turbocompressore                | 140/ 4900-6000 | 200/ 1850-4900 | Manuale a 6 marce | 1.565              | 200          | 10"8                | 6.7                | 158                  | 08/2011-05/2018    |
| 1.4 Turbo EcoFlex (140 CV) | A14NET B14NET | 1364           | Iniezione elettronica + turbocompressore                | 140/ 4900-6000 | 200/ 1850-4900 | Manuale a 6 marce | 1.565              | 202          | 10"7                | 6.3                | 148                  | 10/2011-05/2018    |
| 1.6 DI Turbo (136 CV) | D16SHJ        | 1598           | Iniezione elettronica + turbocompressore                | 136/ 4000-6000 | 240/ 1650-3500 | Manuale a 6 marce | 1.589              | 195          | 10"8                | 7                  | 160                  | 05/2018-07/2019    |
| 1.6 SIDI1 (170 CV) | A16XHT B16SHL | 1598           | Iniezione elettronica + turbocompressore                | 170/4250       | 260/ 1650-4250 | Manuale a 6 marce | 1.589              | 212          | 9"2                 | 6.6                | 154                  | 12/2012-05/20181   |
| 1.6 DI Turbo2 (170 CV) | D16SHL        | 1598           | Iniezione elettronica + turbocompressore                | 170/ 4750-6000 | 280/ 1650-4500 | Manuale a 6 marce | 1.589              | 212          | 9"2                 | 6,6                | 154                  | 05/2018-06/2019    |
| 1.6 SIDI2 (200 CV) | A16SHT B16SHT | 1598           | Iniezione elettronica + turbocompressore                | 200/ 4700-5500 | 300/ 1700-4700 | Manuale a 6 marce | 1.616              | 220          | 8"8                 | 7                  | 164                  | 07/2013-05/20182   |
| 1.8 16v2 | A18XEL        | 1796           | Iniezione elettronica                                   | 115/5600       | 175/3800       | Manuale a 5 marce | -                  | 185          | 12"9                | 7.2                | 169                  | 04/2012-05/20152   |
| Versioni a gasolio |               |                |                                                         |                |                |                   |                    |              |                     |                    |                      |                    |
| 1.6 CDTI (120 CV) | B16DTJ        | 1598           | Turbodiesel Iniezione diretta common rail               | 120/4000       | 320/2000       | Manuale a 6 marce | 1.653              | 186          | 12"7                | 4,7                | 125                  | 06/2014-11/2018    |
| 1.6 CDTI (136 CV) | B16DTH        | 1598           | Turbodiesel Iniezione diretta common rail               | 136/4000       | 320/2000       | Manuale a 6 marce | 1.653              | 193          | 11"2                | 4.3                | 109                  | 07/2013-07/20193   |
| 2.0 CDTI (110 CV) | A20DTC        | 1956           | Turbodiesel Iniezione diretta common rail               | 110/4000       | 260/ 1750-2500 | Manuale a 6 marce | 1.653              | 183          | 12"5                | 5,2                | 137                  | 08/2011-12/2014    |
| 2.0 CDTI (130 CV) | A20DTJ        | 1956           | Turbodiesel Iniezione diretta common rail               | 131/4000       | 300/ 1750-2500 | Manuale a 6 marce | 1.653              | 191          | 11"4                | 5,2                | 137                  | 08/2011-12/2014    |
| 2.0 CDTI (130 CV) | A20DTJ        | 1956           | Turbodiesel Iniezione diretta common rail               | 130/3750       | 300/ 1500-2500 | Manuale a 6 marce | 1.740              | 190          | 12"2                | 6,1                | 161                  | 01/2015-11/2018    |
| 2.0 CDTI (165 CV) | A20DTH        | 1956           | Turbodiesel Iniezione diretta common rail               | 165/4000       | 350/ 1750-2500 | Manuale a 6 marce | 1.685              | 205          | 9"9                 | 6                  | 159                  | 08/2011-12/2014    |
| 2.0 CDTI EcoFlex (165 CV) | A20DTH        | 1956           | Turbodiesel Iniezione diretta common rail               | 165/4000       | 350/ 1750-2500 | Manuale a 6 marce | 1.685              | 208          | 9"8                 | 5,2                | 137                  | 08/2011-12/2014    |
| 2.0 CDTI (170 CV) | B20DTH        | 1956           | Turbodiesel Iniezione diretta common rail               | 170/3750       | 400/ 1750-2500 | Manuale a 6 marce | 1.685              | 208          | 9"8                 | 5,2                | 137                  | 01/2015-07/2019    |
| 2.0 CDTI Biturbo | A20DTR        | 1956           | Bi-Turbodiesel Iniezione diretta common rail            | 195/4000       | 400/ 1750-2500 | Manuale a 6 marce | 1.658              | 218          | 8"9                 | 5,6                | 149                  | 04/2013-12/20144   |
| Versioni bi-fuel |               |                |                                                         |                |                |                   |                    |              |                     |                    |                      |                    |
| 1.4 Turbo GPL-Tech | A14NET        | 1364           | Iniezione elettronica benzina/GPL + turbocompressore    | 140/ 4900-6000 | 200/ 1850-4900 | Manuale a 6 marce | 1.658              | 195          | 11"8                | 6.7 (8.6)          | 156 (139)            | 10/2012-05/20185   |
| 1.6 EcoM Turbo | A16XNT        | 1598           | Iniezione elettronica benzina/metano + turbocompressore | 150/5000       | 210/2300       | Manuale a 6 marce | 1.653              | 200          | 11"4                | 7.2 (4.7)          | 129 (129)            | 01/2012-05/2018    |
| Note: 1In Italia solo dal 10/2013 al 09/2016 2Non prevista per il mercato italiano 3In Italia dall'11/2013 4In Italia dal 10/2013 5In Italia fino al 06/2016 |               |                |                                                         |                |                |                   |                    |              |                     |                    |                      |                    |